# アミューズメントカジノ
アミューズメントカジノ（Amusement Casino）とは、日本国内において遊技を主目的とする施設の一つである。

## 来歴
アミューズメントカジノの歴史は、パチンコやパチスロなどの遊技機を扱う遊技施設が一般的になった1960年代に始まる。当時、カジノゲームは日本国内では違法とされていたため、遊技施設においても、カジノゲームは取り扱われていなかった。
しかし、1970年代になると、海外でカジノが一般的になり、日本でもカジノゲームの需要が高まっていくようになる。需要の高まりや国内におけるポーカーブームなどから、合法的にカジノゲームが遊戯できるアミューズメントカジノ施設が東京を中心に全国的に開店するようになった。
近年ではカジノゲームの認知療法としての効果に注目が集まり、介護施設にカジノを取り入れる動きや、介護施設へのディーラ派遣ボランティアなど社会的に貢献できるものとして期待が寄せられている。

## 合法性[5]
大前提として、アミューズメントカジノでは「景品カウンター」業務は禁止されており、チップを景品に交換することは出来ない。仕組みはゲームセンターのメダルゲームと同様である。
現金を店舗で使えるカジノチップに換金しゲームを遊戯し、遊戯後のチップを再び現金化することは違法となるが、ゲームセンターのメダルゲーム同様、貯チップとして次回来店時に引き出して遊ぶなど、日本における違法とされる行為は一切行わない。
また、アミューズメントカジノ店を営業するには保健所からの飲食店営業許可に加え、管轄警察署からの風俗第五号営業(通称、風営法五号)許可が必要とされている。
風営法五号では、営業において以下のような細かい規定が定められている。
- 人格要件（営業する人についてはアルコールや薬物の依存症でない常習的な暴力行為がないことなど）
- 場所的要件（住宅地での営業は不可であり、病院や学校、図書館などから一定距離離れた場所での営業）
- 構造要件（見通しをよくする、基準値以上の明るさを保つ、鍵がかかる個室を設置しないなど）

営業開始後も保健所や警察が定期的に巡回に来ることもあるが、正式な許可を得た上で営業している店舗であれば、遊ぶと捕まる心配は無用。

## 日本のアミューズメントカジノ一覧
| 名称                                  | 区域   | HPリンク                                                                                        |
| ネコカジ                              | 東京   | http://nekokaji.com/                                                                            |
| ROCK渋谷                              | 東京   | https://rock-casino.com/                                                                        |
| アミューズメントBar Aces              | 群馬   | https://aces.owst.jp/                                                                           |
| 新橋ハサウェイ                        | 東京   | https://twitter.com/poker_hathaway                                                              |
| コーナーポケット                      | 東京   | https://conapoke.sunvy.jp/                                                                      |
| starry eye                            | 東京   | https://starry-eye.com/                                                                         |
| Luck Raise                            | 東京   | https://luckraise.jp/                                                                           |
| GUTSHOT                               | 東京   | https://gutshot.tokyo/                                                                          |
| RIO SUITE SHONAN                      | 神奈川 | http://www.riosuite.jp/                                                                         |
| カジスタVIP                           | 東京   | http://casi-sta.com/vip/                                                                        |
| BLOW六本木                            | 東京   | https://blow-casino.com/shop/detail.html?id=207                                                 |
| 新宿HIGEGORILLA                       | 東京   | http://higegorilla.com/                                                                         |
| カジスタ東京                          | 東京   | http://casi-sta.com/                                                                            |
| 銀座ビバリーヒルズ                    | 東京   | http://ginzabeverlyhills.com/                                                                   |
| RoyalFlush                            | 愛知   | https://royal-flash.jp/                                                                         |
| Jack&Queen                            | 大阪   | https://jack-queen.com/                                                                         |
| BLOW心斎橋                            | 大阪   | https://blow-casino.com/shop/detail.html?id=204                                                 |
| BLOW北新地                            | 大阪   | https://blow-casino.com/shop/detail.html?id=188                                                 |
| POKER LIVE OSAKA                      | 大阪   | https://pokerlive-osaka.com/                                                                    |
| SHOT GUN                              | 滋賀   | https://www.facebook.com/siga.shotgunn                                                          |
| The RIVER 京都祇園                    | 京都   | https://www.facebook.com/people/The-RIVER-%E4%BA%AC%E9%83%BD%E7%A5%87%E5%9C%92/100063547929875/ |
| POOL BLOW                             | 京都   | http://www.poolblow.jp/                                                                         |
| IR Café                               | 大阪   | https://ircafe.jp/                                                                              |
| B BROTHER                             | 岡山   | https://bbrother-poker.com/                                                                     |
| Amusement POKER&CASINO 広島PetitDemon | 広島   | https://twitter.com/petitdemonpoker                                                             |
| Pool&Darts+PokerBAR"side"             | 東京   | http://www.pool-and-darts-side.com/                                                             |